# Pleurothallis grobyi
Pleurothallis grobyi es una especie de orquídea de la tribu Epidendreae que pertenece a la familia Orchidaceae.

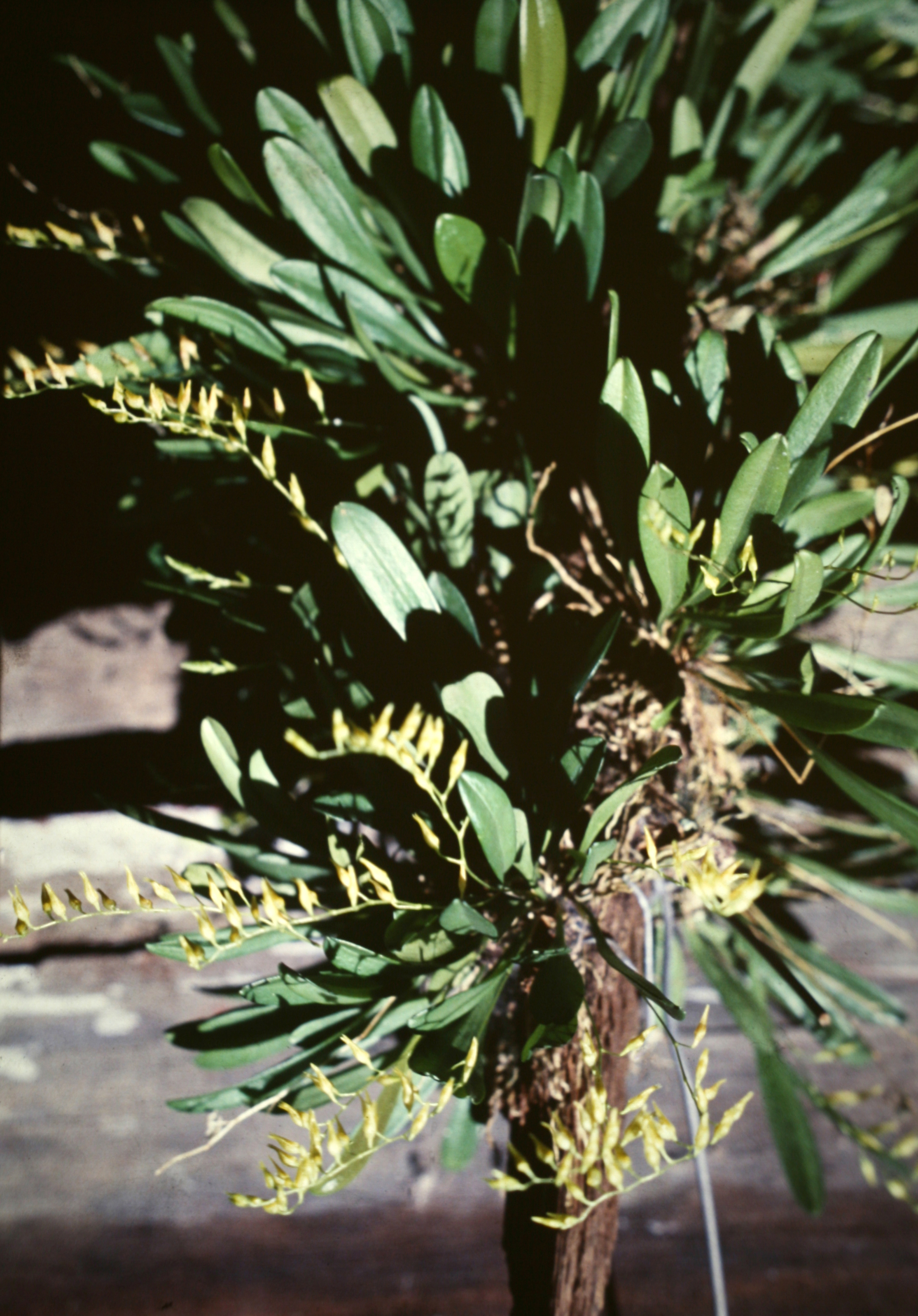
Vista de la planta

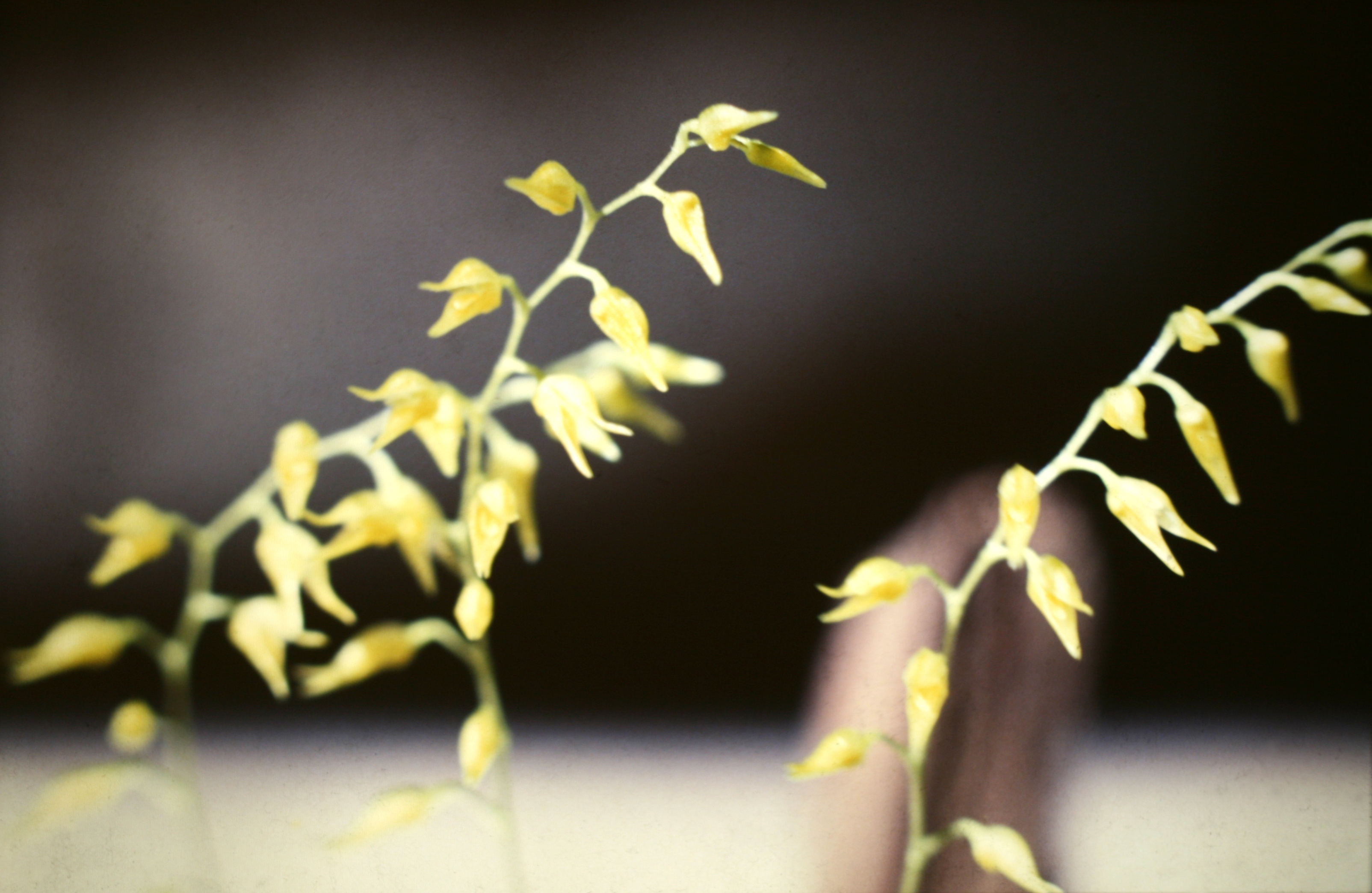
Inflorescencia

## Distribución y hábitat
Encontrado en el centro y oeste de América en México, Belice, Guatemala, El Salvador, Nicaragua, Costa Rica, Venezuela, Colombia, Ecuador, Perú, Brasil, Guayana Francesa, Surinam y Guyana.

## Descripción
Es una planta diminuta con flores de 4 mm que crece con temperaturas frías y cada vez más cálidas, son  cespitosas y epífitas que se encuentran en la parte inferior del bosque nuboso, sotobosques y bosques de galería a altitudes de entre 60 y 3200 metros sobre el nivel del mar, con una sola hoja apical, sub-oval-orbicular a elíptica,  canalizada sobre una base peciolada, tridentada que florece en un racimo apical de 2 a 8 cm de largo, más largo que la hoja, inflorescencia con unas brácteas triangulares y flores que abren sucesivamente y que puede variar en flores y colores.

## Taxonomía
Pleurothallis grobyi fue descrita por Bateman ex Lindl. y publicado en Edwards's Botanical Register 21: t. 1797. 1835.
Etimología
Pleurothallis: nombre genérico que deriva de la palabra griega  'pleurothallos', que significa "ramas parecidas a costillas". Esto se refiere a la similitud de las costillas de los tallos de muchas de sus especies.
grobyi: epíteto otorgado en honor de  Lord Grey de Groby, orquídologo inglés.
Sinonimia
- Epidendrum marginatum Rich. 1792;
- Humboldtia crepidophylla (Rchb.f.) Kuntze 1891;
- Humboldtia grobyi (Bateman ex Lindl.) Kuntze 1891;
- Humboldtia trilineata (Barb.Rodr.) Kuntze 1891;
- Humboltia crepidophylla (Rchb. f.) Kuntze 1891;
- Humboltia grobyi (Bateman ex Lindl.) Kuntze 1891;
- Humboldtia marginalis (Rchb. f.) Kuntze 1891;
- Humboltia marginata (Lindl.) Kuntze 1891;
- Lepanthes marmorata Barb.Rodr. 1881;
- Lepanthes trilineata (Barb.Rodr.) Barb.Rodr 1881;
- Pleurothallis arevaloi Schltr. 1924;
- Pleurothallis barbosae Schltr. 1921;
- Pleurothallis biglandulosa Schltr. 1922;
- Pleurothallis choconiana' S. Wats. 1888;
- Pleurothallis crepidophylla Rchb. f. 1878;
- Pleurothallis ezechiasi Hoehne 1946;
- Pleurothallis grobyi var. trilineata (Barb.Rodr.) Cogn. 1896;
- Pleurothallis lindleyana Cogn. 1896;
- Pleurothallis marginalis Rchb. f. 1855;
- Pleurothallis marginata (Rich.)Cogn 1896;
- Pleurothallis marmorata (Barb.Rodr.) Cogn. 1896;
- Pleurothallis panamensis Schltr. 1921;
- Pleurothallis pergracilis Rolfe 1893;
- Pleurothallis surinamensis H.Focke 1849;
- Pleurothallis trilineata' Barb.Rodr. 1877;
- Specklinia biglandulosa (Schltr.) Pridgeon & M.W.Chase 2001;
- Specklinia ezechiasi (Hoehne) Luer 2004;
- Specklinia marginalis (Rchb.f.) F.Barros 1983 publ. 1984
- Specklinia grobyi (Bateman ex Lindl.) F. Barros (1983).[3]